# Santa Elena (Yucatán)
Santa Elena (ehemals Nohcacab) ist eine Kleinstadt mit ca. 3800 Einwohnern und der Hauptort eines ca. 4000 Einwohner zählenden Verwaltungsbezirks (municipio) im mexikanischen Bundesstaat Yucatán.

## Lage und Klima
Der Ort Santa Elena liegt in der Puuc-Region ca. 96 km (Fahrtstrecke) südlich der Provinzhauptstadt Mérida in einer Höhe von ca. 50 m. Die viel besuchten Maya-Stätten Uxmal, Kabah, Sayil und Labná befinden sich im Umkreis von maximal 30 km. Das Klima ist warm bis heiß; Regen (ca. 950 mm/Jahr) fällt überwiegend im Sommerhalbjahr.

## Bevölkerungsentwicklung
Die Einwohnerzahl des Ortes ist in den letzten Jahrzehnten des 20. Jahrhunderts trotz des Tourismus in der Umgebung nur geringfügig gestiegen; die weitaus meisten Einwohner sind indigener Abstammung oder Mestizen.

## Geschichte
Der Ort Nohcacab war wohl schon vor der Ankunft der Spanier von den Maya besiedelt; er gehörte zum Einflussbereich der Tutul-Xiu-Dynastie, deren Hauptstädte Uxmal und Maní waren. Nach dem Ende von Uxmal wurden viele Orte in der Umgebung verlassen. 
Aus dem Jahr 1627 ist die Existenz einer Encomienda überliefert. Im Jahr 1841 hielt sich John Lloyd Stephens, der Pionier der Maya-Forschung, einige Wochen hier auf. Von 1847 bis 1901 dauerte der Kastenkrieg in Yucatán; Santa Elena wurde zweimal belagert und in Brand gesetzt. In der Regierungszeit Kaiser Maximilians I. (1864–1867) siedelten sich mehr als hundert Bauernfamilien aus Deutschland in Santa Elena und Umgebung an.

## Sehenswürdigkeiten
- Die auf einer von Menschenhand aufgeschütteten Anhöhe stehende Iglesia de San Mateo ähnelt zwar äußerlich der des Nachbarorts Ticul, doch wird sie deutlich später (1779) datiert. Das apsislose Kircheninnere ist einschiffig und tonnengewölbt; die kleinen hochliegenden Fenster verleihen dem Bau etwas Wehrhaftes. Ein barockes Altarretabel ist der einzige Schmuck im Inneren. Im Jahr 1980 wurden im Rahmen von Arbeiten am Fußboden insgesamt 12 Särge mit teilweise mumifizierten Kinderleichen entdeckt.[2]
- Eine weitere Kirche am Ortsrand ist weitgehend zerstört.